# Jochen Pietzsch
Jochen Pietzsch (n. 1 decembrie 1963, Halle (Saale), RDG) este un sănier german, medaliat olimpic. A participat la 2 ediții ale Jocurilor Olimpice (1984, 1988) în care a câștigat o medalie de aur și o medalie de bronz.